# Чайка малабарська
Чайка малабарська (Vanellus malabaricus) — вид птахів родини сивкових (Charadriidae).

## Поширення
Вид поширений на Індійському субконтиненті. Населяє посушливі та відкриті середовища існування, включаючи сільсько-господарські землі та перелоги, а також сухі русла річок.

## Опис
Птах завдовжки 24-28 см і вагою від 108 до 203 г. Розмах крил 65-69 см. Оперення піщано-коричневого кольору з чорною короною, обмеженою білою лінією, білою смужкою на очах, коричневими грудьми та білим животом. У польоті на чорних крилах помітна біла смуга. Має м’ясисті жовті нарости над очима та перед ними, а також жовті ноги.

## Спосіб життя
Раціон складається з комах і їхніх личинок, включаючи сарану і жуків, а також молюсків. Годування відбувається переважно вночі. Сезон розмноження триває з березня по липень на Шрі-Ланці, з кінця квітня по червень у Пакистані.